# Ostrovy Juana Fernándeze

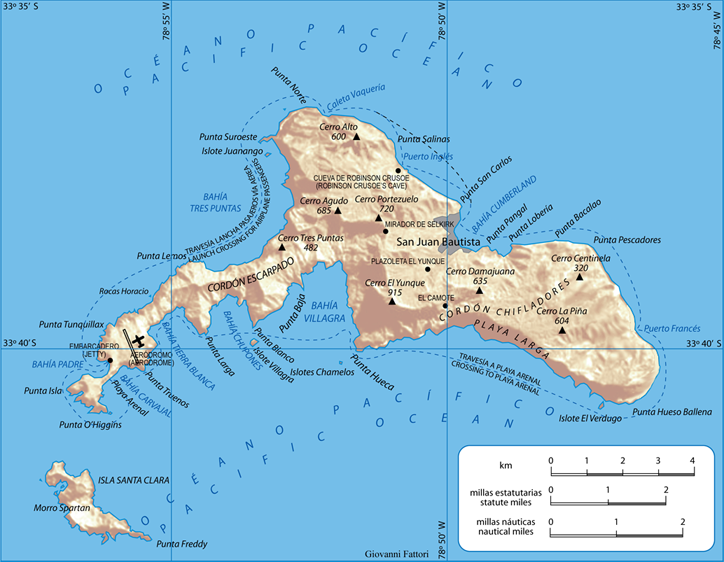
Mapa Ostrova Robinsona Crusoea

Ostrovy Juana Fernándeze je souostroví nalézající se v Tichém oceánu, 667 km západně od chilského pobřeží. Ostrovy administrativně patří do chilského regionu Valparaíso (do kterého také patří Velikonoční ostrov). Celková rozloha ostrovů je 99,67 km². Podle odhadu z roku 2017, žilo na ostrovech 1000 lidí; převážná většina pak v hlavním městě San Juan Bautista, nalézajícím se v Cumberlanském zálivu, na severním pobřeží Ostrova Robinsona Crusoe.

## Přehled ostrovů
Souostroví se skládá ze dvou hlavních ostrovů. Ostrov Robinsona Crusoe (původně Isla Más a Tierra) leží blíže americké pevnině. V jeho blízkosti se jihozápadně nachází ostrov Santa Clara (Isla Santa Clara) a ostrůvky Juanango (Islote Juanango), Villagra (Islote Villagra), Chamelos (Islotes Chamelos) a El Verdago (Islote El Verdago). Ostrov Alexandra Selkirka (Isla Más Afuera) leží ve vzdálenosti 181 km západně od Ostrova Robinsona Crusoa.
| Ostrov                    | Rozloha (km²) | Populace | Nejvyšší vrchol        | Výška | Lokalizace                       |
| ------------------------- | ------------- | -------- | ---------------------- | ----- | -------------------------------- |
| Ostrov Alexandra Selkirka | 49,52         | 57       | Cerro de Los Inocentes | 1 650 | 33°46′9″ j. š., 80°48′4″ z. d.   |
| Ostrov Robinsona Crusoe   | 47,94         | 1 083    | El Yunque              | 915   | 33°38′29″ j. š., 78°50′28″ z. d. |
| Santa Clara               | 2,21          | 0        | —                      | 375   | 33°42′24″ j. š., 78°56′31″ z. d. |
| Villagra                  | 0,03          | 0        | —                      | —     | 33°39′54″ j. š., 78°53′30″ z. d. |
| Juanango                  | 0,01          | 0        | —                      | —     | 33°37′5″ j. š., 78°53′13″ z. d.  |
| El Verdago                | 0,01          | 0        | —                      | —     | 33°40′51″ j. š., 78°47′14″ z. d. |
| Chamelos                  | 0,0057        | 0        | —                      | —     | 33°40′21″ j. š., 78°51′51″ z. d. |

## Historie
Souostroví bylo objeveno 22. listopadu 1574 španělským mořeplavcem Juanem Fernándezem, který se plavil mezi Peru a Valparaísem a náhodně se odchýlil od plánovaného kursu. Ostrovy pojmenoval na Más Afuera, Más a Tierra a Islote de Santa Clara. V sedmnáctém století byly ostrovy používány jako trestanecká kolonie a byly také útočištěm pirátů.
Roku 1966 přejmenovala chilská vláda ostrov Isla Más Afuera na Ostrov Alexandra Selkirka a Isla Más a Tierra na Ostrov Robinson Crusoe ve snaze o podpoření turistického ruchu.
V roce 1935 byl na souostroví vyhlášen jeden z chilských národních parků. Má rozlohu 9 571  ha a rozprostírá se na 3 hlavních ostrovech. Tento park byl později vyhlášen biosférickou rezervací UNESCO. 

## Geologie
Ostrovy jsou vulkanického původu. Radiometrické měření dokázalo, že Santa Clara je nejstarším ostrovem souostroví. Vznikla před 5,8 miliónem let. Ostrov Robinsona Crusoe existuje 3,8 až 4,2 miliónů let a Ostrov Alexandra Selkirka 1 až 2,4 miliónu let. Ostrov Robinson Crusoe má rozlohu 48 km². Nejvyšší horou je El Yunque, vysoká 916 metrů. Ostrov Alexandra Selkirka má největší rozlohu z ostrovů souostroví - 49,5 km² a jeho nejvyšší místo je vrchol Los Innocentes, ve výšce 1319 metrů. Ostrov Santa Clara má plochu 2,2 km² a dosahuje výšky 350 metrů.

## Podnebí
Klima souostroví je subtropické, ovlivňované Humboldtovým proudem. Teplota se ročně pohybuje v rozmezí 3-34 °C, s průměrem 15,4 °C.

## Flóra
Na souostroví se vyskytuje 209 původních druhů cévnatých rostlin, z nichž přibližně 150 druhů jsou kvetoucí rostliny a 50 druhů kapradiny. 126 druhů, tedy 62% jsou endemické rostliny. Mnoho druhů jsou charakteristické rostliny pro antarktickou oblast a jsou příbuzné rostlinám jižní části Jižní Ameriky, Nového Zélandu a Austrálie.
Vegetační zóny korespondují s nadmořskou výškou. V nižších polohách jsou travnaté a keři porostlé oblasti, ve středních polohách jsou zalesněná území, v nejvyšších pak opět oblasti keřů.
Oba hlavní ostrovy mají poněkud odlišné rostlinné společenství.
- Ostrov Alexandra Selkirka je v oblasti 0 až 400 metrů nad mořem pokryt travnatými porosty a občasné rokliny se stromovým porostem jsou domovem stromů rodu Myrceugenia. Od 400 do 600 metrů jsou horské lesy nižších poloh a od 600 do 950 pak lesy vyšších poloh. Hranice zalesnění je přibližně 950 metrů n.m.; výše jsou pak alpinské keře a travnaté porosty např. rody Acaena, Dicksonia, Drimys, Empetrum, Gunnera, Myrteola, Pernettya či Ugni.
- Na ostrově Robinsona Crusoa převládají travnaté oblasti v rozmezí 0 až 100 metrů n.m. Rozmezí 100 až 300 metru n.m. je oblastí keřových porostů a mezi 500 až 700 metry je oblast horských lesů s hustým porostem rodů Cuminia, Fagara a Rhaphithamnus. Od 700 do 750 metrů je oblast stromových kapradin a nad 750 metrů oblast keřů.
- Santa Clara je pokryta travnatým porostem.

Na souostroví převažují tři endemické druhy horských stromů: Drimys confertifolia na obou hlavních ostrovech, Myrceugenia fernandeziana na Ostrově Robinsona Crusoe a Myrceugenia schulzei na Ostrově Alexandra Selkirka. Z endemických kapradin je to na Ostrově Robinsona Crusoe Dicksonia berteriana a na Ostrově Alexandra Selkirka pak Dicksonia externa. Dále se na souostroví vyskytuje endemický druh stromových kapradin Thyrsopteris elegans.
Endemický druh santalového stromu Santalum fernandezianum byl vykácen a protože od roku 1908 nebyl spatřen, věří se, že vyhynul. Ohroženým druhem je palma Juania australis.